# Postul Mare

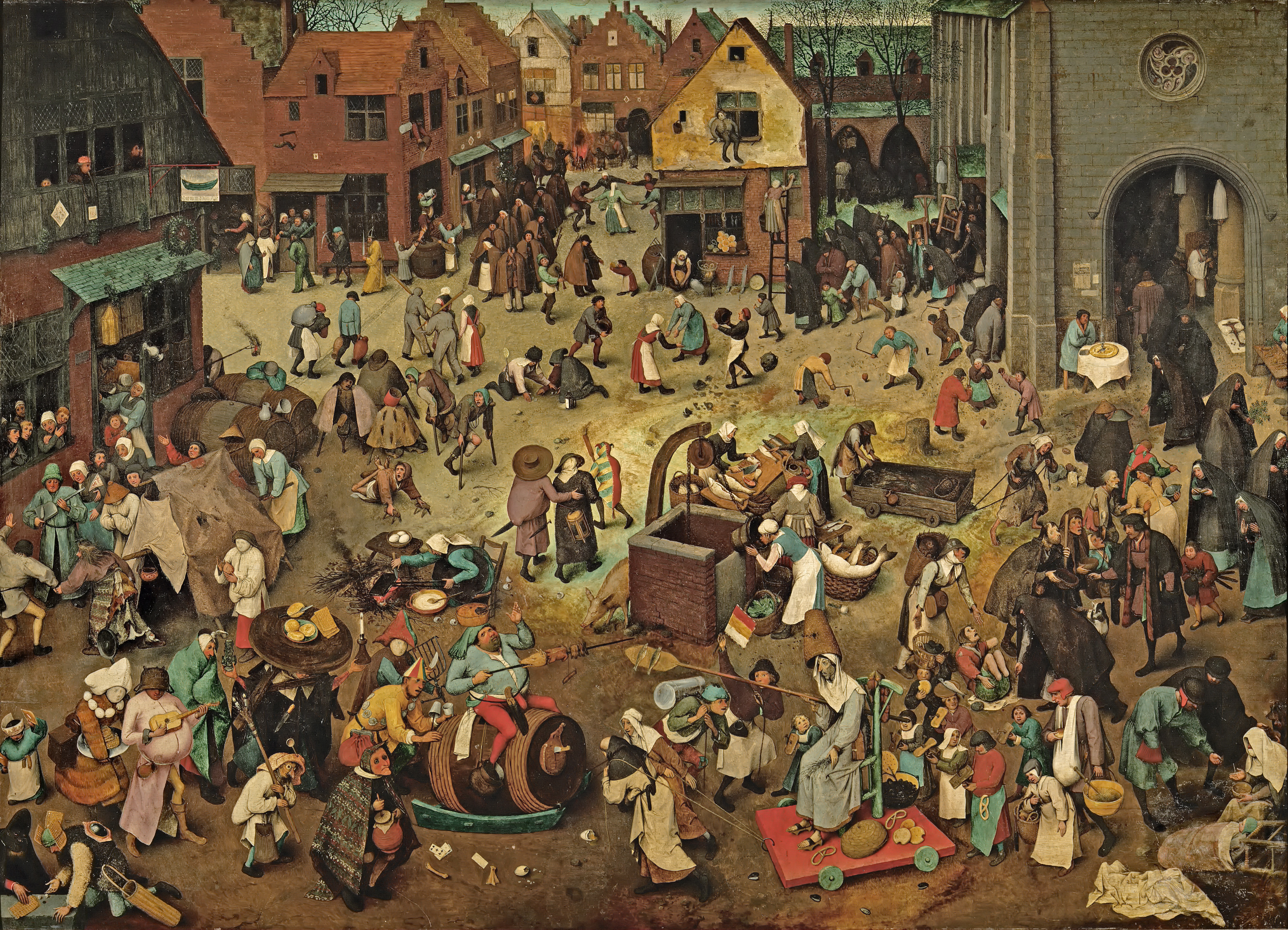
«Lupta dintre Carnaval și Păresimi», de Brügel.

Postul Mare sau Păresimile (în latină quadragesima) este în creștinism perioada de asceză și pocăință premergătoare Paștilor. Postul Mare durează patruzeci de zile, la care se adaugă săptămâna Patimilor. În perioada Postului Mare creștinii manifestă o grijă spirituală sporită, prin renunțarea la alimentele de proveniență animală și se înalță sufletește prin rugăciunea însoțită mereu de faptele cele bune.
Postul Mare începe în calendarul bizantin cu lunea de după Duminica izgonirii lui Adam din rai, iar în cel latin cu Miercurea Cenușii. Spiritualitatea franciscană a popularizat începând cu secolul al XIII-lea obiceiul parcurgerii Căii Crucii în amintirea suferinței lui Isus Christos.